# Campionato nordamericano maschile under 19 di pallavolo 2008
Il Campionato nordamericano maschile under 19 di pallavolo 2008 si è svolto dal 3 all'8 agosto 2008 a Miami, negli Stati Uniti d'America: al torneo hanno partecipato sette squadre nazionali under 19 nordamericane e la vittoria finale è andata per la seconda volta agli Stati Uniti.

## Impianti
|                                                           |  |  |
|                                                           |  |  |
| Pharmed Arena Città: Miami Capienza: - Anno d'apertura: - |  |  |

## Regolamento

### Formula
Le squadre hanno disputato una prima fase a gironi con formula del girone all'italiana; al termine della prima fase:
- Le prime due classificate di ogni girone hanno acceduto alla fase finale per il primo posto, strutturata in quarti di finale, a cui hanno partecipato solo le seconde e le terze classificate, semifinali, finale per il terzo posto e finale.
- Le due eliminate ai quarti di finale hanno acceduto alla finale per il quinto posto.
- La formazione sconfitta alla finale per il quinto posto e la quarta classificata alla fase a gironi hanno acceduto alla finale per il sesto posto.

### Criteri di classifica
In caso di vittoria è prevista l'assegnazione di 2 punti, mentre in caso di sconfitta è prevista l'assegnazione di 1 punto.
L'ordine del posizionamento in classifica è stato definito in base a:
- Punti;
- Ratio dei punti realizzati/subiti;
- Ratio dei set vinti/persi;
- Risultati degli scontri diretti.

## Squadre partecipanti
| Squadra                 | Qualificazione      | Ultima partecipazione      |
| ----------------------- | ------------------- | -------------------------- |
| Costa Rica              | -                   | ?                          |
| El Salvador             | -                   | ?                          |
| Guatemala               | -                   | Repubblica Dominicana 2006 |
| Isole Vergini Americane | -                   | ?                          |
| Messico                 | -                   | Repubblica Dominicana 2006 |
| Porto Rico              | -                   | Repubblica Dominicana 2006 |
| Stati Uniti             | Paese organizzatore | Repubblica Dominicana 2006 |

## Torneo

### Fase a gironi
| Girone A    | Girone B                |
| ----------- | ----------------------- |
| El Salvador | Costa Rica              |
| Guatemala   | Isole Vergini Americane |
| Stati Uniti | Messico                 |
|             | Porto Rico              |

#### Girone A

##### Risultati
| 3 agosto 2008 Pharmed Arena, Miami Durata: 1h:04 - Spettatori: ? | Stati Uniti | 3 - 0 | Guatemala   | 25-16, 25-15, 25-16 |
| 4 agosto 2008 Pharmed Arena, Miami Durata: 1h:07 - Spettatori: ? | Guatemala   | 3 - 0 | El Salvador | 25-19, 25-13, 25-20 |
| 5 agosto 2008 Pharmed Arena, Miami Durata: 0h:57 - Spettatori: ? | Stati Uniti | 3 - 0 | El Salvador | 25-8, 25-9, 25-22   |

##### Classifica
| Pos | Squadra     | Pt | G | V | P | SV | SP | Ratio | PF  | PS  | Ratio |
| --- | ----------- | -- | - | - | - | -- | -- | ----- | --- | --- | ----- |
| 1   | Stati Uniti | 4  | 2 | 2 | 0 | 6  | 0  | MAX   | 150 | 86  | 1,744 |
| 2   | Guatemala   | 3  | 2 | 1 | 1 | 3  | 3  | 1,000 | 122 | 127 | 0,961 |
| 3   | El Salvador | 2  | 2 | 0 | 2 | 0  | 6  | 0,000 | 91  | 150 | 0,607 |

#### Girone B

##### Risultati
| 3 agosto 2008 Pharmed Arena, Miami Durata: 0h:49 - Spettatori: ? | Messico                 | 3 - 0 | Isole Vergini Americane | 25-8, 25-13, 25-9                 |
| 3 agosto 2008 Pharmed Arena, Miami Durata: 1h:00 - Spettatori: ? | Costa Rica              | 0 - 3 | Porto Rico              | 12-25, 12-25, 11-25               |
| 4 agosto 2008 Pharmed Arena, Miami Durata: 1h:08 - Spettatori: ? | Porto Rico              | 3 - 0 | Isole Vergini Americane | 25-18, 25-21, 25-11               |
| 4 agosto 2008 Pharmed Arena, Miami Durata: 0h:56 - Spettatori: ? | Costa Rica              | 0 - 3 | Messico                 | 13-25, 14-25, 10-25               |
| 5 agosto 2008 Pharmed Arena, Miami Durata: 1h:09 - Spettatori: ? | Isole Vergini Americane | 0 - 3 | Costa Rica              | 6-25, 19-25, 16-25                |
| 5 agosto 2008 Pharmed Arena, Miami Durata: 2h:18 - Spettatori: ? | Messico                 | 2 - 3 | Porto Rico              | 25-21, 26-28, 25-20, 30-32, 20-22 |

##### Classifica
| Pos | Squadra                 | Pt | G | V | P | SV | SP | Ratio | PF  | PS  | Ratio |
| --- | ----------------------- | -- | - | - | - | -- | -- | ----- | --- | --- | ----- |
| 1   | Porto Rico              | 6  | 3 | 3 | 0 | 9  | 2  | 4,500 | 273 | 211 | 1,294 |
| 2   | Messico                 | 5  | 3 | 2 | 1 | 8  | 3  | 2,667 | 276 | 190 | 1,453 |
| 3   | Costa Rica              | 4  | 3 | 1 | 2 | 3  | 6  | 0,500 | 147 | 191 | 0,770 |
| 4   | Isole Vergini Americane | 3  | 3 | 0 | 3 | 0  | 9  | 0,000 | 121 | 225 | 0,538 |

### Fase finale

#### Finali 1º e 3º posto
|  | Quarti      | Quarti      |             |         | Semifinali         | Semifinali         |  |  | Finale 1º/2º posto | Finale 1º/2º posto |
|  |             |             |             |         |                    |                    |  |  |                    |                    |
|  |             |             |             |         |                    |                    |  |  |                    |                    |
|  |             |             |             |         |                    |                    |  |  |                    |                    |
|  | -           | -           |             |         |                    |                    |  |  |                    |                    |
|  | -           | -           |             |         |                    |                    |  |  |                    |                    |
|  | -           | -           |             |         |                    |                    |  |  |                    |                    |
|  | -           | -           | Porto Rico  | 3       |                    |                    |  |  |                    |                    |
|  |             |             | Porto Rico  | 3       |                    |                    |  |  |                    |                    |
|  |             | Guatemala   | 0           |         |                    |                    |  |  |                    |                    |
|  | El Salvador | Guatemala   | 0           | 0       |                    |                    |  |  |                    |                    |
|  | El Salvador |             |             | 0       |                    |                    |  |  |                    |                    |
|  | Messico     | 3           |             |         |                    |                    |  |  |                    |                    |
|  | Messico     | 3           | Porto Rico  | 0       |                    |                    |  |  |                    |                    |
|  |             |             | Porto Rico  | 0       |                    |                    |  |  |                    |                    |
|  |             | Stati Uniti | 3           |         |                    |                    |  |  |                    |                    |
|  | -           | Stati Uniti | 3           | -       |                    |                    |  |  |                    |                    |
|  | -           |             |             | -       |                    |                    |  |  |                    |                    |
|  | -           | -           |             |         |                    |                    |  |  |                    |                    |
|  | -           | -           | Stati Uniti | 3       | Finale 3º/4º posto | Finale 3º/4º posto |  |  |                    |                    |
|  |             |             | Stati Uniti | 3       | Finale 3º/4º posto | Finale 3º/4º posto |  |  |                    |                    |
|  |             | Messico     | 0           |         |                    |                    |  |  |                    |                    |
|  | Guatemala   | Messico     | 0           | 3       | Guatemala          | 0                  |  |  |                    |                    |
|  | Guatemala   |             |             | 3       | Guatemala          | 0                  |  |  |                    |                    |
|  | Costa Rica  | 1           |             | Messico | 3                  |                    |  |  |                    |                    |
|  | Costa Rica  | 1           |             |         | 3                  |                    |  |  |                    |                    |
|  |             |             |             |         |                    |                    |  |  |                    |                    |
|  |             |             |             |         |                    |                    |  |  |                    |                    |

##### Quarti di finale
| 6 agosto 2008 Pharmed Arena, Miami Durata: 1h:11 - Spettatori: ? | El Salvador | 0 - 3 | Messico    | 10-25, 20-25, 23-25        |
| 6 agosto 2008 Pharmed Arena, Miami Durata: 1h:45 - Spettatori: ? | Guatemala   | 3 - 1 | Costa Rica | 25-20, 25-21, 16-25, 25-21 |

##### Finale 5º posto
| 7 agosto 2008 Pharmed Arena, Miami Durata: 2h:06 - Spettatori: ? | El Salvador | 3 - 2 | Costa Rica | 20-25, 22-25, 25-16, 25-20, 15-12 |

##### Semifinali
| 7 agosto 2008 Pharmed Arena, Miami Durata: 1h:10 - Spettatori: ? | Porto Rico  | 3 - 0 | Guatemala | 25-19, 25-20, 25-15 |
| 7 agosto 2008 Pharmed Arena, Miami Durata: 1h:08 - Spettatori: ? | Stati Uniti | 3 - 0 | Messico   | 25-21, 25-20, 25-18 |

##### Finale 6º posto
| 8 agosto 2008 Pharmed Arena, Miami Durata: 1h:14 - Spettatori: ? | Costa Rica | 3 - 0 | Isole Vergini Americane | 26-24, 25-16, 25-21 |

##### Finale 3º posto
| 8 agosto 2008 Pharmed Arena, Miami Durata: 1h:03 - Spettatori: ? | Guatemala | 0 - 3 | Messico | 22-25, 21-25, 17-25 |

##### Finale
| 8 agosto 2008 Pharmed Arena, Miami Durata: ? - Spettatori: ? | Porto Rico | 0 - 3 | Stati Uniti | 19-25, 21-25, 22-25 |

## Classifica finale
| Pos     | Squadra                 |
| ------- | ----------------------- |
| Oro     | Stati Uniti             |
| Argento | Porto Rico              |
| Bronzo  | Messico                 |
| 4.      | Guatemala               |
| 5.      | El Salvador             |
| 6.      | Costa Rica              |
| 7.      | Isole Vergini Americane |

|  |  |  | Qualificate al campionato mondiale 2009 |

## Premi individuali
| Premio                | Nome              | Squadra     |
| --------------------- | ----------------- | ----------- |
| MVP                   | Weston Nielsen    | Stati Uniti |
| Miglior realizzatore  | Jorge López       | Porto Rico  |
| Miglior attaccante    | Jorge López       | Porto Rico  |
| Miglior muro          | Jorge Barajas     | Messico     |
| Miglior servizio      | Jorge Cabrera     | Messico     |
| Miglior palleggiatore | Oliver Deutschman | Stati Uniti |
| Miglior ricevitore    | Evan Mottram      | Stati Uniti |
| Miglior difesa        | Javier Cáceres    | Porto Rico  |
| Miglior libero        | Evan Mottram      | Stati Uniti |
| Miglior allenatore    | Andy Read         | Stati Uniti |